# Ульянов, Сергей Николаевич
Сергей Николаевич Ульянов (1918, дер. Тухань, Петроградская губерния — 26 апреля 1945, Берлин) — старшина Рабоче-крестьянской Красной Армии, участник Великой Отечественной войны, Герой Советского Союза (1946).

## Биография
Сергей Ульянов родился в 1918 году в деревне Тухань (ныне — Киришский район Ленинградской области). После окончания десяти классов школы работал на лесозаводе. В 1938 году Ульянов был призван на службу в Рабоче-крестьянскую Красную Армию. Участвовал в боях советско-финской войны. С начала Великой Отечественной войны — на её фронтах.
К апрелю 1945 года гвардии старшина Сергей Ульянов командовал взводом управления 223-го гвардейского пушечного артиллерийского полка 16-й гвардейской пушечной артиллерийской бригады 2-й артиллерийской дивизии 3-го артиллерийского корпуса прорыва 5-й ударной армии 1-го Белорусского фронта. Отличился во время штурма Берлина. 26 апреля 1945 года Ульянов, обнаружив немецкий станковый пулемёт, подорвал его гранатой вместе с расчётом. В том бою он погиб. Похоронен в Берлине.
Указом Президиума Верховного Совета СССР от 15 мая 1946 года гвардии старшина Сергей Ульянов посмертно был удостоен высокого звания Героя Советского Союза. Также был награждён орденами Ленина, Отечественной войны 2-й степени и Красной Звезды.
Бюст Ульянова установлен в Киришах.